# Национальный музей Коста-Рики
Национальный музей Коста-Рики — национальный музей в столице Коста-Рики Сан-Хосе. Расположен напротив Законодательного собрания. С 1950 года расположен в построенной в 1917 крепости, стены которой все ещё несут на себе отметины гражданской войны 1948 года.
На входе экспонируются артефакты доколумбовой эпохи и пушки колониального периода. В музее есть зал, посвященный колониальному периоду, Золотая комната, другие выставки, включая посвященную нобелевскому лауреату Оскару Ариасу Санчесу и сад бабочек снаружи от «Plaza de la Democracia» .